# Монетные уставы Священной Римской империи
Монетные уставы Священной Римской империи (нем. Reichsmünzordnungen — имперские монетные уставы) — монетные законы 1524, 1551 и 1559 годов, реализация которых должна была способствовать установлению на территории Священной Римской империи единой монетной системы.

## Предпосылки
Первоначально правом чеканки монет в Священной Римской империи обладал только император, который однако мог пожаловать его кому-то из вассалов. При Фридрихе II (1220—1250) законами 1220 (Соглашение с князьями церкви) и 1232 (Постановление в пользу князей) годов духовным и светским феодалам было предоставлено суверенное право чеканки монет на подвластных им территориях. Окончательно это право было закреплено Золотой буллой 1356 года. Результатом стало появление большого числа совершенно несинхронизированных между собой местных монетных систем. С началом Нового времени эти элементы натурального хозяйства, характерные для Средневековья, стали объективным тормозом экономического развития. Ещё во второй половине XIV века начали появляться монетные союзы (Вендский, Нижнесаксонский, Рейнский, Любекский, другие), объединявшие крупные феодальные образования и призванные унифицировать монетные системы хотя бы в рамках отдельных территорий Священной Римской империи. Централизованные попытки установить единый стандарт монетного обращения были предприняты в XVI веке, когда появились соответствующие общественно-политические предпосылки, в частности, в форме института Вечного земского мира.

## Эслингенский имперский монетный устав 1524 года
Эслингенский имперский монетный устав (нем. Eβlinger Reichsmünzordnung) был принят рейхстагом 10 ноября 1524 года в Эслингене и стал первым монетным законом Священной римской империи, призванным унифицировать монетную систему государства. В соответствии с ним серебряные и золотые гульдены объявлялись имперскими монетами, то есть монетами, чей вес и проба регулировались центральной властью империи. В частности, чистый вес серебряного гульдена устанавливался на уровне 27,41 грамма. Однако за исключением небольшого числа монет это начинание не было реализовано, поскольку к моменту принятия устава в обращении утвердились чешские иоахимсталеры, чей чистый вес составлял 27,2 грамма. Их перечеканка обошлась бы слишком дорого (к 1528 году было выпущено около 2,2 млн иоахимсталеров), поэтому первый монетный устав Священной римской империи фактически так и не вступил в силу.

## Аугсбургский имперский монетный устав 1551 года
В 1527 году приносивший высокие доходы монетный двор в Иоахимстале был изъят из владения местных баронов и превращён в имперский монетный двор, а в 1534-м чистый вес иоахимсталера, продолжавшего оставаться одной из самых распространённых крупных серебряных монет германских земель, снижен до 26,39 грамма. Одновременно с ним продолжали выпускаться другие разновидности талера, имевшие другие стандарты чеканки. Второй попыткой унификации денежного обращения Священной Римской империи стал Аугсбургский имперский монетный устав (нем. Augsburger Reichsmünzordnung), принятый рейхстагом 28 июля 1551 года. За счёт изменения содержания благородных металлов в ключевых монетах была предпринята попытка выравнять фактическую стоимость золотого и серебряного гульденов. В соответствии с Аугсбургским уставом, в ранг имперских монет возводились не только эти две крупные монеты, но и крейцеры, более мелкие серебряные монеты, имевшие широкое распространение в Австрии и южных землях Германии. Серебряный имперский гульден должен был содержать 27,5 грамма чистого серебра, а золотой — 2,53 грамма чистого золота, и оба равняться 72 крейцерам (0,373 грамма чистого серебра). В действительности устав был реализован только в Австрии и южной Германии (южнее реки Майн), поскольку северные земли традиционно придерживалась других стандартов чеканки.

## Аугсбургский имперский монетный устав 1559 года
Фактическая неработоспособность устава 1551 года привели к тому, что уже через восемь лет, 19 августа 1559 года, в Аугсбурге был принят новый имперский монетный устав. В соответствии с ним, список имперских монет расширялся за счёт второго типа золотых монет — получивших широкое распространение рейнских дукатов, которые в отличие от рейнских гульденов, чей вес и проба неуклонно снижались, сохранили исходный стандарт (общий вес — 3,5 грамма 986-й пробы) и соответствовали основным золотым монетам других стран. При этом золотой и серебряный гульдены, которые ранее рассматривались в качестве эквивалента одной стоимости, но выраженной в разных металлах, теперь получили самостоятельные названия — соответственно гольдгульден и гульдинер — и в качестве реальных монет были приравнены к разному количеству крейцеров: гольдгульдены к 75, а гульдинеры к 60 крейцерам. Поскольку впоследствии при сохранении содержания серебра в гульдинерах в крейцерах оно снижалось, фактически реальный гульдинер становился эквивалентом всё большего числа крейцеров, и сумма в 60 крейцеров стала уже исключительно счётной денежной единицей — эквивалентом счётного гульдена.

## Дополнение 1566 года к монетному уставу 1559 года
Уже с принятием второго Аугсбургского имперского монетного устава помимо гульдена и крейцера в ранг имперских монет были возведены грошены (гроши), шиллинги и их производные, распространённые в северных германских государствах. Однако ключевой денежной единицей на севере Германии был талер. В качестве имперской монеты он был узаконен только указом аугсбургского рейхстага 1566 года, получил название «рейхсталер» и оставался ключевой денежной единицей Германии до середины XVIII века, когда был заменён лёгким прусским талером на Севере и конвенционным талером на Юге Германии. Первоначально, в 1566 году, рейхсталер равнялся 68 крейцерам, а к 1580 году — 90 крейцерам, что было вызвано быстрым уменьшением содержания серебра в последних. Соотношение с грошеном (1 рейхсталер = 24 грошена) в этот период оставалось стабильным.

## Квентхенская привилегия
Вопреки Эслингенскому монетному уставу 1524 года, император Карл V даровал Австрии квентхенскую привилегию (нем. Quentchenprivileg), согласно которой ей разрешалось чеканить имперские гульдены по облегченной монетной стопе: по 8+1⁄8 монет из одной кёльнской марки вместо восьми. 1⁄8 гульдена соответствовала такой единице измерения массы, как квентхен (один имперский гульден весил 8 квентхенов), откуда и происходит название привилегии. Она просуществовала до начала XVIII века.

## Последствия
В результате принятия имперских монетных уставов Священная Римская империя фактически окончательно отказалась от государственного регулирования соотношений цен на золото и серебро — их стоимость определялась рыночными факторами. При этом единую монетную систему для всей империи установить так и не удалось. С началом чеканки рейхсталера Германия окончательно разделилась на талеровую и гульденовую зоны. Как на Юге, так и на Севере чеканились оба типа монет — и гульдены, и талеры. Однако гульден и крейцер стали ключевыми денежными единицами Австрии и южных германских государств, а талер и грош — северных. Принятие монетных уставов также не решило проблему стихийной порчи монет на уровне отдельных территориальных образований, особенно обострившейся в годы Тридцатилетней войны (1618—1648) и вызвавшей в XVII веке острый монетный кризис.
На уровне отдельных германских государств попытки унификации монетных систем предпринимались, начиная с конца XVII века (циннаевская, лейпцигская, торгауская, конвенционная, грауманская монетные стопы). В первой половине XIX века, уже после окончательной ликвидации Священной Римской империи, были созданы два крупных монетных союза: в 1837-м Южно-Германский на базе гульдена и в 1838-м Дрезденский на базе талера. Их фактическое объединение с участием Австрии, до этого не присоединившейся ни к одному из этих союзов, произошло в 1867 году с подписанием Венской монетной конвенции, которая, наконец, и стала единым стандартом унифицированной монетной системы германских государств. Южногерманский гульден и северогерманский талер получили единые и устойчивые соотношения, которые через четыре года стали основой для новой денежной единицы только что образованной Германской империи — золотой марки, введённой имперским монетным законом 1871 года.

## Основные монеты и денежные единицы
| Номинал                                                                                     | Эквивалент в крейцерах   | Кол-во в счётном гульдене | Металл                   | Проба                    | Чистый вес, г            | Общий вес, г             |
| Монетный устав 1551 года                                                                    | Монетный устав 1551 года | Монетный устав 1551 года  | Монетный устав 1551 года | Монетный устав 1551 года | Монетный устав 1551 года | Монетный устав 1551 года |
| ------------------------------------------------------------------------------------------- | ------------------------ | ------------------------- | ------------------------ | ------------------------ | ------------------------ | ------------------------ |
| 1 золотой гульден (рейнский гульден, гольдгульден)                                          | 72                       | 5⁄6                       | Золото                   | 770,83                   | 2,53                     | 3,28                     |
| 1 серебряный гульден (гульдинер, гульденгрош, гульденгрошен, гроссерпфенниг, гроссергрошен) | 72                       | 5⁄6                       | Серебро                  | 881,91                   | 27,497                   | 31,176                   |
| 1⁄2 серебряного гульдена                                                                    | 36                       | 1+2⁄3                     | Серебро                  | 881,91                   | 13,748                   | 15,588                   |
| 20 крейцеров                                                                                | 20                       | 3                         | Серебро                  | 881,91                   | 7,614                    | 8,632                    |
| 12 крейцеров (дрейбетцнер, драйбецнер, цвёльфер)                                            | 12                       | 5                         | Серебро                  | 881,91                   | 4,583                    | 5,196                    |
| 10 крейцеров                                                                                | 10                       | 6                         | Серебро                  | 881,91                   | 3,807                    | 4,316                    |
| 6 крейцеров                                                                                 | 6                        | 10                        | Серебро                  | 881,91                   | 2,291                    | 2,598                    |
| 3 крейцера (грошен)                                                                         | 3                        | 20                        | Биллон                   | 454,86                   | 1,125                    | 2,474                    |
| 1 крейцер                                                                                   | 1                        | 60                        | Биллон                   | 378,47                   | 0,373                    | 0,986                    |
| Монетный устав 1559 года                                                                    |                          |                           |                          |                          |                          |                          |
| 1 рейхсдукат (рейнский дукат)                                                               | 104                      | 15⁄26                     | Золото                   | 986,11                   | 3,44                     | 3,49                     |
| 1 гольдгульден (рейнский гульден)                                                           | 75                       | 4⁄5                       | Золото                   | 770,83                   | 2,5                      | 3,25                     |
| 1 рейхсгульдинер (рейхсгульден, гульденталер)                                               | 60                       | 1                         | Серебро                  | 930,55                   | 22,904                   | 24,613                   |
| 1⁄2 рейхсгульдинера                                                                         | 30                       | 2                         | Серебро                  | 930,55                   | 11,452                   | 12,306                   |
| 10 крейцеров                                                                                | 10                       | 6                         | Серебро                  | 930,55                   | 3,817                    | 4,102                    |
| 5 крейцеров (фюнфер, фюнфкрейцер)                                                           | 5                        | 12                        | Серебро                  | 930,55                   | 1,909                    | 2,051                    |
| 2+1⁄2 крейцера                                                                              | 2,5                      | 24                        | Серебро                  | 500                      | 0,942                    | 1,885                    |
| 2 крейцера (полубатцен)                                                                     | 2                        | 30                        | Серебро                  | 500                      | 0,752                    | 1,504                    |
| 1 крейцер                                                                                   | 1                        | 60                        | Биллон                   | 388,9                    | 0,373                    | 0,96                     |
| 1 венский (австрийский) пфенниг                                                             | 1⁄4                      | 240                       | н/д                      | н/д                      | н/д                      | н/д                      |
| 1 рейхсгрошен (гутергрошен)                                                                 | 60⁄21                    | 21                        | Серебро                  | 500                      | 1,065                    | 2,13                     |
| 1 шиллинг (вюрцбургский, вюртембергский, баденский)                                         | 60⁄28                    | 28                        | Серебро                  | 500                      | 0,81                     | 1,62                     |
| 1 зекслинг (зундский шиллинг)                                                               | 60⁄48                    | 48                        | Биллон                   | 375                      | 0,47                     | 1,25                     |
| 1 раппенфирер                                                                               | 60⁄75                    | 75                        | Биллон                   | 375                      | 0,3                      | 0,8                      |
| 1⁄4 рейхсгрошена (грешляйн, грешель)                                                        | 60⁄84                    | 84                        | Биллон                   | 312,5                    | 0,266                    | 0,85                     |
| Дополнение 1566 года к монетному уставу 1559 года                                           |                          |                           |                          |                          |                          |                          |
| 1 рейхсталер (специерейхсталер)                                                             | 68                       | 15⁄17                     | Серебро                  | 888,89                   | 25,98                    | 29,2                     |
| 1⁄2 рейхсталера                                                                             | 34                       | 1+13⁄17                   | Серебро                  | 875                      | 12,99                    | 14,6                     |
| 1⁄4 рейхсталера (рейхсорт, ортсталер)                                                       | 17                       | 3+3⁄17                    | Серебро                  | 875                      | 6,5                      | 7,3                      |